# Moroka Swallows Football Club
Il Moroka Swallows Football Club è una società di calcio sudafricana. Milita nella First Division del campionato sudafricano.
La squadra, fondata nell'ottobre 1947, è uno dei club originari di Soweto insieme a Orlando Pirates e Kaizer Chiefs.

## Cronologia allenatori
- Walter Rautmann
- Eddie Lewis (1989–1991)
- Sandile Bali (1991-1992)
- Milo Bjelica (1992)
- Mich d'Avray (1992–93)
- Walter da Silva (1999)
- Viktor Bondarenko (2000–02)
- Gavin Hunt (2002 – 2007)
- Ian Gorowa (2007 – 2008)
- Júlio César Leal (2008 – 2009)
- Rainer Zobel (2009 – 2010)
- Gordon Igesund (2010 – 2012)
- Zeca Marques (2012–)

## Palmarès

### Competizioni nazionali
- Coppa del Sudafrica: 2

1983, 2008-2009
- MTN 8: 3

1975, 1979, 2012
- National First Division: 1

2019-2020

### Altri piazzamenti
- Premier Soccer League:

Secondo posto: 1992-1993
Terzo posto: 2006-2007, 2011-2012
- Coppa di Lega sudafricana:

Finalista: 1986, 1989